# Terenci Thos i Codina
Terenci Thos i Codina (Mataró, 1 de setembre de 1841 - 27 d'abril de 1903) va ser un advocat, polític i escriptor català.

## Biografia
Cursà l'ensenyament primari en l'Escola Pia de Santa Anna de Mataró i en acabar els estudis primaris passà a Barcelona on cursà dret i filosofia i lletres. És en aquest període quan coincidí amb l'ambient cultural que havia de conduir el 1859 a la restauració dels Jocs Florals de Barcelona. Entre 1859 i 1860 es traslladà a Madrid, junt amb el seu germà Silví, on feu el doctorat en Filosofia i Lletres, que obtingué el 1860 i, dos anys després feu el de Dret Civil i Canònic, el mateix any que obtenia el primer èxit en els Jocs Florals.
L'any 1863 és advocat i entra com a soci numerari a la Reial Acadèmia de Bones Lletres de Barcelona. El prestigi que havia anat guanyant amb els Jocs i les seves relacions amb els principals personatges de la Renaixença el conduïren el 1864 a col·laborar en la premsa de l'època, iniciant un període fins al 1867 escrivint un article setmanal en el Diario de Barcelona. El 1865 ingressà en el Col·legi d'advocats de Barcelona i l'any següent veia la llum la seva obra més coneguda, Lo llibre de la infantesa. Rondallari catalá.
El 1867, el 26 de novembre, es casava amb Maria de l'Encarnació de Bofarull i de Palau a la parròquia de Sant Josep de Mataró. En el casament actuaren de testimonis els seus amics i prestigioses plomes del Diario de Barcelona, en Josep Coll i Vehí i n'Estanislau Reynals i Rabassa. D'aquest matrimoni en nasqueren quatre fills. El 1876 va morir la seva esposa i, des d'aquell moment, es dedicà plenament a la seva feina. Fou professor al Col·legi Valldemia, de la que fou vice-director i on dirigí el butlletí fins al 1888. El 1876 fou nomenat catedràtic de l'Escola d'Enginyers Industrials de Barcelona i, més endavant, catedràtic de Legislació industrial. Però a aquesta tasca docent, que el portava diàriament de Mataró a Barcelona, cal afegir-hi la seva tasca professional com a jurista. Era advocat i al llarg de la seva vida professional assessorà particulars, empreses i grans corporacions com ara la companyia minera per a la que treballava el seu germà, o l'Ajuntament de Mataró o el de Vilassar de Mar, per als que en fou conseller, com també fou assessor de marina dels districtes de Mataró i Masnou o de l'antiga Caixa d'Estalvis de Mataró entre tants d'altres afers.
Entre 1877 i 1880 fou elegit diputat provincial pel districte de Mataró pel partit conservador, tasca en la que impulsà importants iniciatives. El 9 d'agost de 1881 es casava novament, ara amb Maria Carme Cabanyes i Rabassa a Can Cabanyes d'Argentona.
Terenci Thos i Codina va estar al darrere de nombroses associacions culturals i d'iniciatives ciutadanes que s'encaminaven a donar sortida als nous reptes que propiciava la societat canviant del seu temps. Així, des del 1864 formà part de la Comissió de l'Acadèmia de Belles Arts per a la restauració del monestir de Ripoll. Fou l'impulsor de la primera exposició industrial i agrícola celebrada a Mataró durant les Santes de 1865 en l'Escola Pia. Contribuí decisivament a la creació de l'Escola d'Arts i Oficis de Mataró, fou un dels impulsors del Circulo Católico, recolzà l'Associació Excursionista de Mataró, fundà l'Associació Artístic Arqueològica Mataronesa, fou degà del Col·legi d'Advocats de Mataró i president de la junta de govern de la Caja de Ahorros de Mataró, embrió de l'extinta Caixa d'Estalvis Laietana, entre un extens llistat d'iniciatives ciutadanes.
Literàriament assolí el seu màxim prestigi en obtenir el títol de Mestre en Gai Saber en els Jocs Florals de 1887.
El 1892 participà en l'Assemblea Catalanista de Manresa, on presentà diverses esmenes. Impulsor del moviment catalanista a Mataró i al Maresme, exercí el paper de mestre per a unes noves generacions que al nou segle convertirien el moviment en veritablement polític. Aquest fou el cas de Josep Puig i Cadafalch.
I tot aquest desplegament intel·lectual i d'activitat, sempre estarà sotmès a una premissa inicial: la recuperació nacional per a superar els nous reptes de la Catalunya contemporània.

## Obra literària

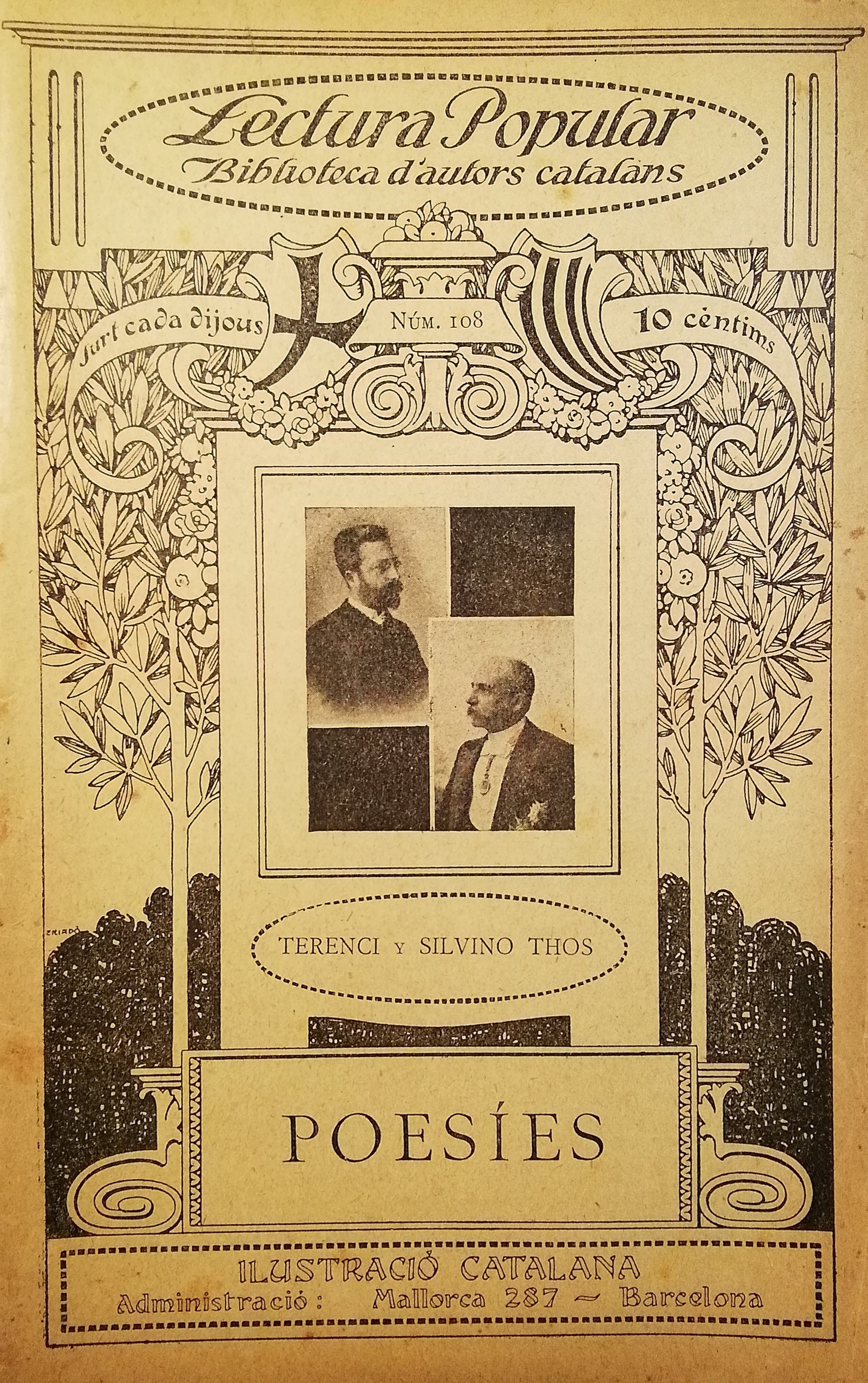
Poesies de Terenci Thos, i del seu germà Silví, publicades dins la col·lecció Lectura Popular Biblioteca d'autors catalans de la Il·lustració Catalana cap a l'any 1915

L'obra literària de Terenci Thos és extensa, diversa i, sobretot, dispersa. Dispersa en la premsa i en altres publicacions periòdiques de l'època. I quan diem diversa ens referim a la diversitat de gèneres que tractà: poeta llorejat, articulista i traductor. La seva producció és bilingüe, obres en català i obres en castellà. Com a poeta, quasi exclusivament va escriure en català i com a periodista i articulista ho feu indistintament, però sobretot en castellà. Entre 1864 i 1867 feu un article setmanal en el Diario de Barcelona de avisos y notícias; entre 1895 i 1896, també setmanalment, publicà un article breu o recopilà notícies curtes en el suplement "Fulla catalanista" del Diario de Mataró y comarca. Entre 1868 i 1888 va dirigir el Boletin del Colegio de Valldemía, fent-se càrrec dels articles que obrien cada número. Però a més d'aquestes col·laboracions fixes, ocasionalment també publicà articles a Revista catalana, Revista de Catalunya, La Veu del Montserrat, La España Regional, La Veu de Catalunya, El Semanario de Mataró o a Revista mataronesa. A més, a banda dels seus articles i dels seus poemes, col·laborà en la premsa barcelonina fent arribar notícies breus, que no signava però que identifiquem clarament, a la Renaixença i ben segur a Lo Gay saber. I cal afegir encara la més que probable col·laboració, també facilitant notícies breus, en butlletins d'entitats com ara el de l'Asociación Artístico Arqueológica Barcelonesa de la qual era membre com en Josep M. Pellicer des de 1877. El 1887 va escriure i publicar la Necrología del eminente orador sagrado D. Hermenegildo Coll de Valldemia en lloança del fundador de l'esmentat Col·legi Valldemia.
Quant a la seva obra poètica, publicà poemes al Calendari Català, a l'Anuari català, a La Renaixença, a La Veu del Montserrat, a La Ilustració catalana, a l'Almanaque literario del Ateneo Catalan, al Semanario de Mataró, al Noticiero mataronés, a la Fulla catalanista o a La Costa de Llevant.
Cal esmentar també la seva faceta com a traductor. Sembla que estant a Madrid amb motiu dels seus estudis, va provar de traduir, juntament amb el seu germà Silví, la Mireia de Frederic Mistral. Però finalment i davant la dificultat quedà inacabada. El 1894 va publicar la traducció al català de l'obra de Tomàs de Kempis Tractat de la Imitació de Christ, traduhit de la llengua llatina á sa primogénita la llengua catalana, per Terenci Thos y Codina, doctor en Dret y Mestre en Gay Saber.
El 27 d'abril de 1903 moria a Mataró la figura capdavantera de la intel·lectualitat catalanista del Mataró del segle xix.